# Lidnäs
Lidnäs är en småort i Alvesta kommun, belägen i Moheda socken. 
Lidnäs är beläget vid sjön Stråken och Södra stambanan går rakt genom orten. Tidigare fanns här en järnvägsstation.